# Redu

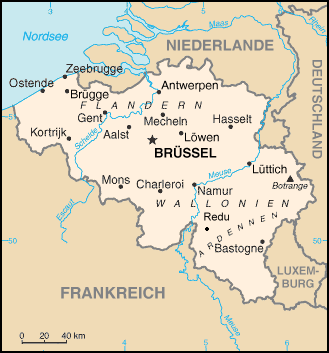
Redu nahe der französischen Grenze

Redu ist ein kleines Dorf in der Gemeinde Libin in der Provinz Luxemburg in Wallonien, dem südlichen Teil Belgiens. Bekannt ist es als eines der Bücherdörfer in Europa. Redu hat etwa 400 Einwohner und mehr als 20 Antiquariate und Buchhandlungen.
In der Nähe des Dorfes liegt in einem Talkessel die Satelliten-Bodenstation Redu. Sie gehört zu ESTRACK, dem Netzwerk der Bodenstationen der Europäischen Weltraumorganisation. An der Autobahnausfahrt liegt das  als Museum und Konferenzzentrum genutzte Euro Space Center.

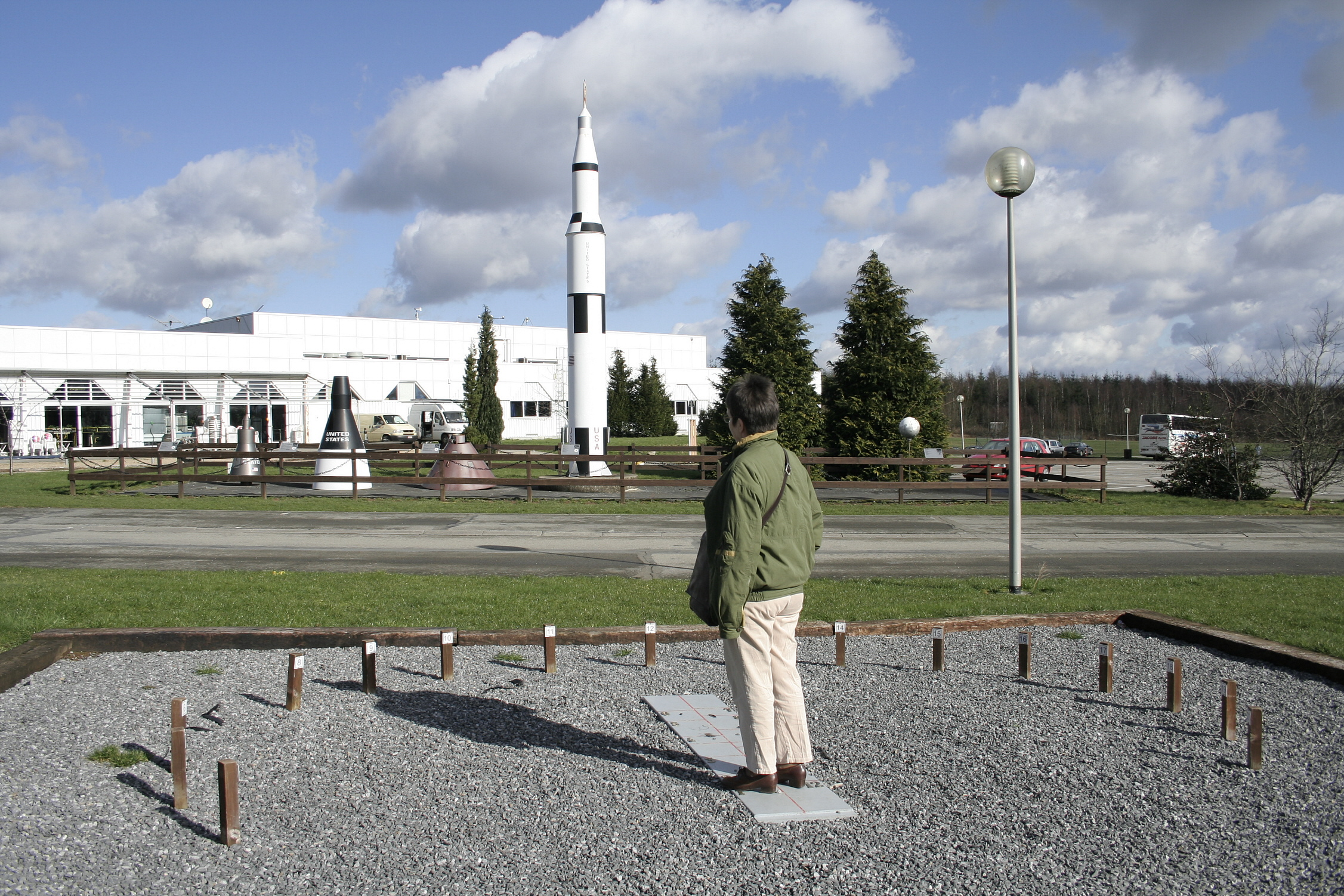
Das Euro Space Center
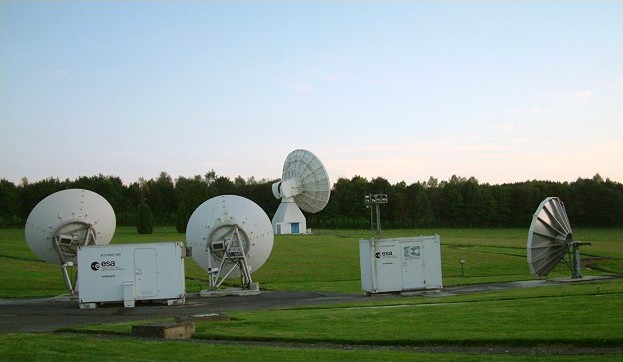
Einige Antennen von ESTRACK